# Крестово-купольный храм Нарын-Калы

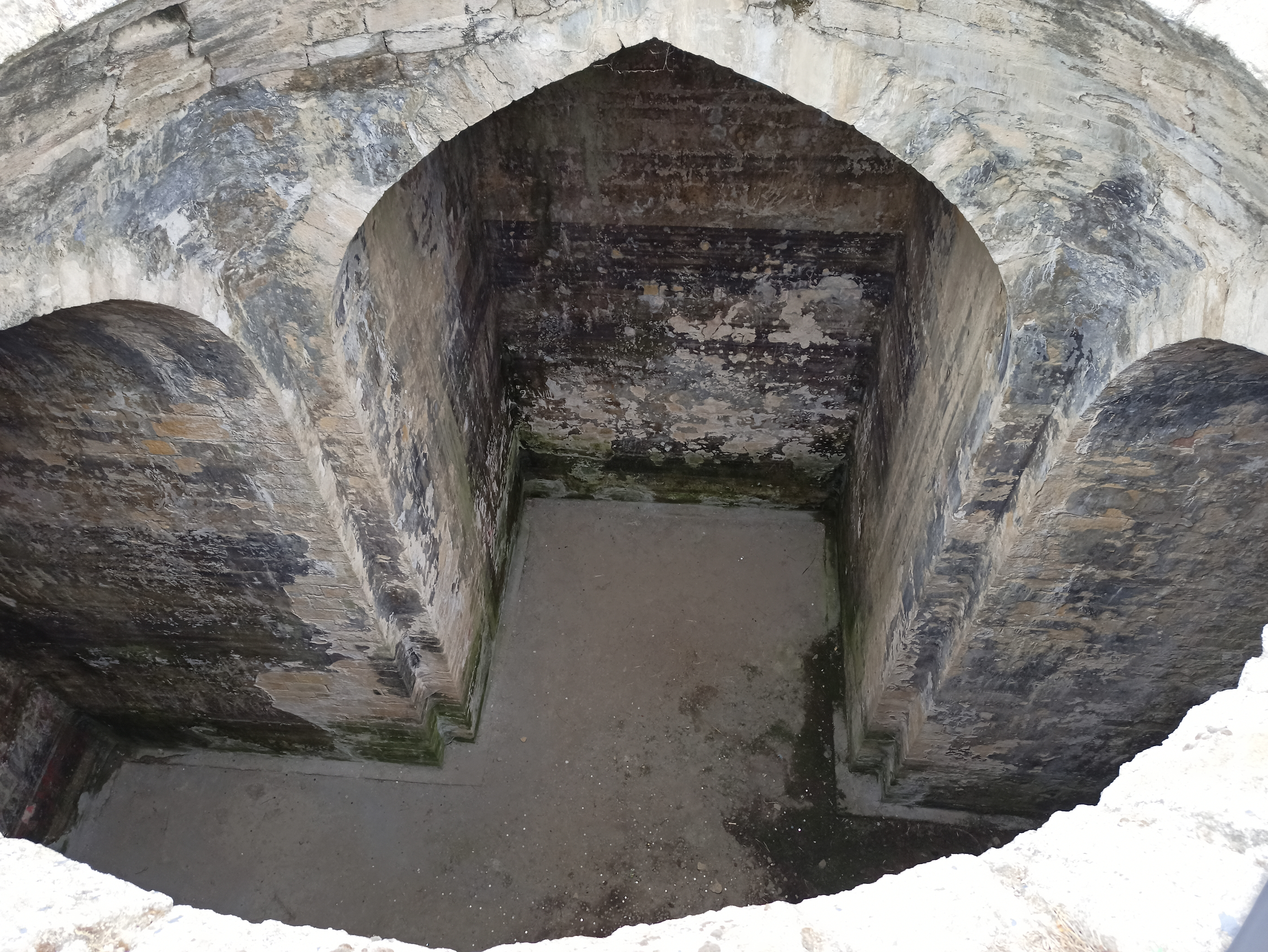
Вид на север

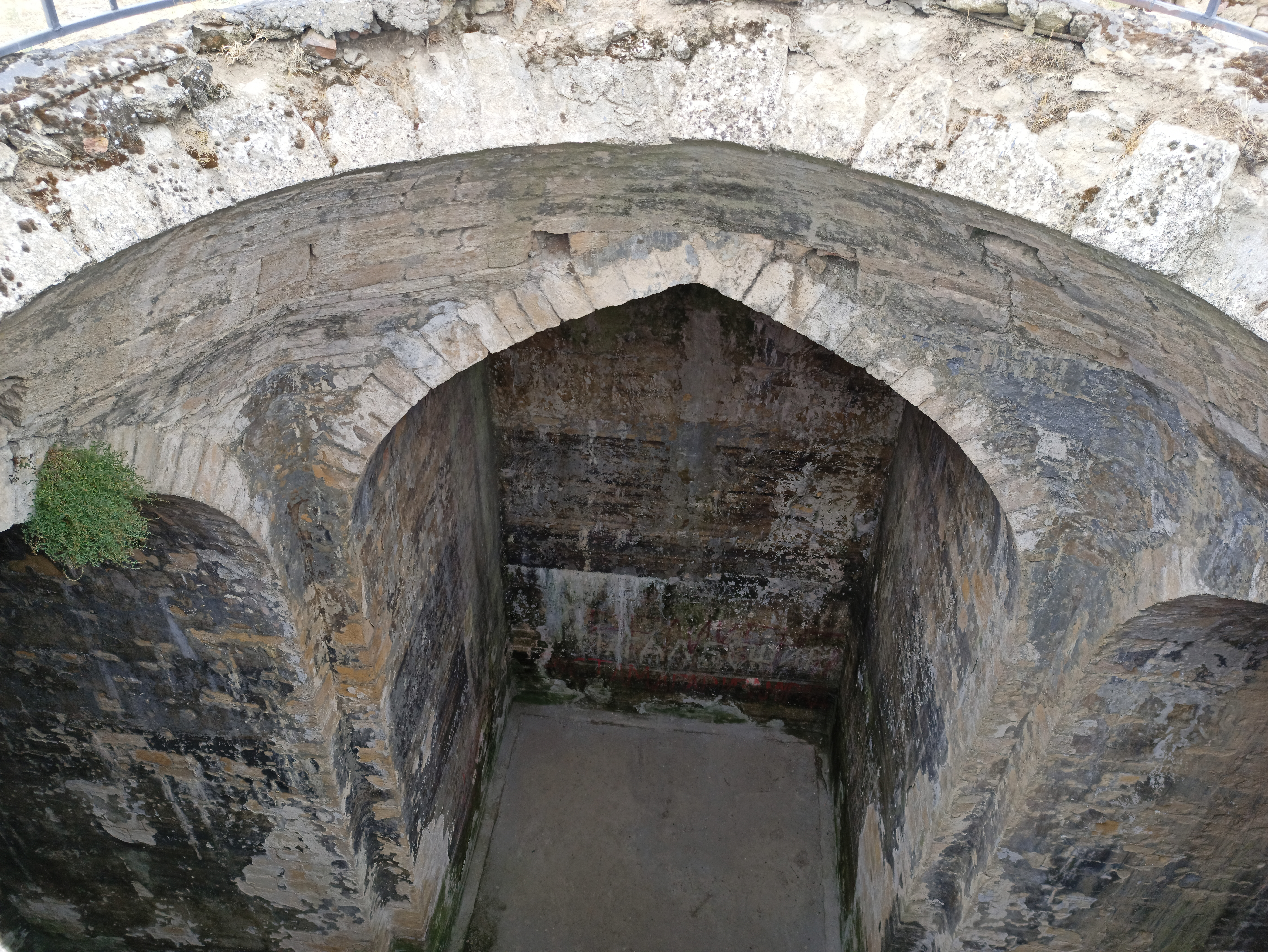
Вид на запад

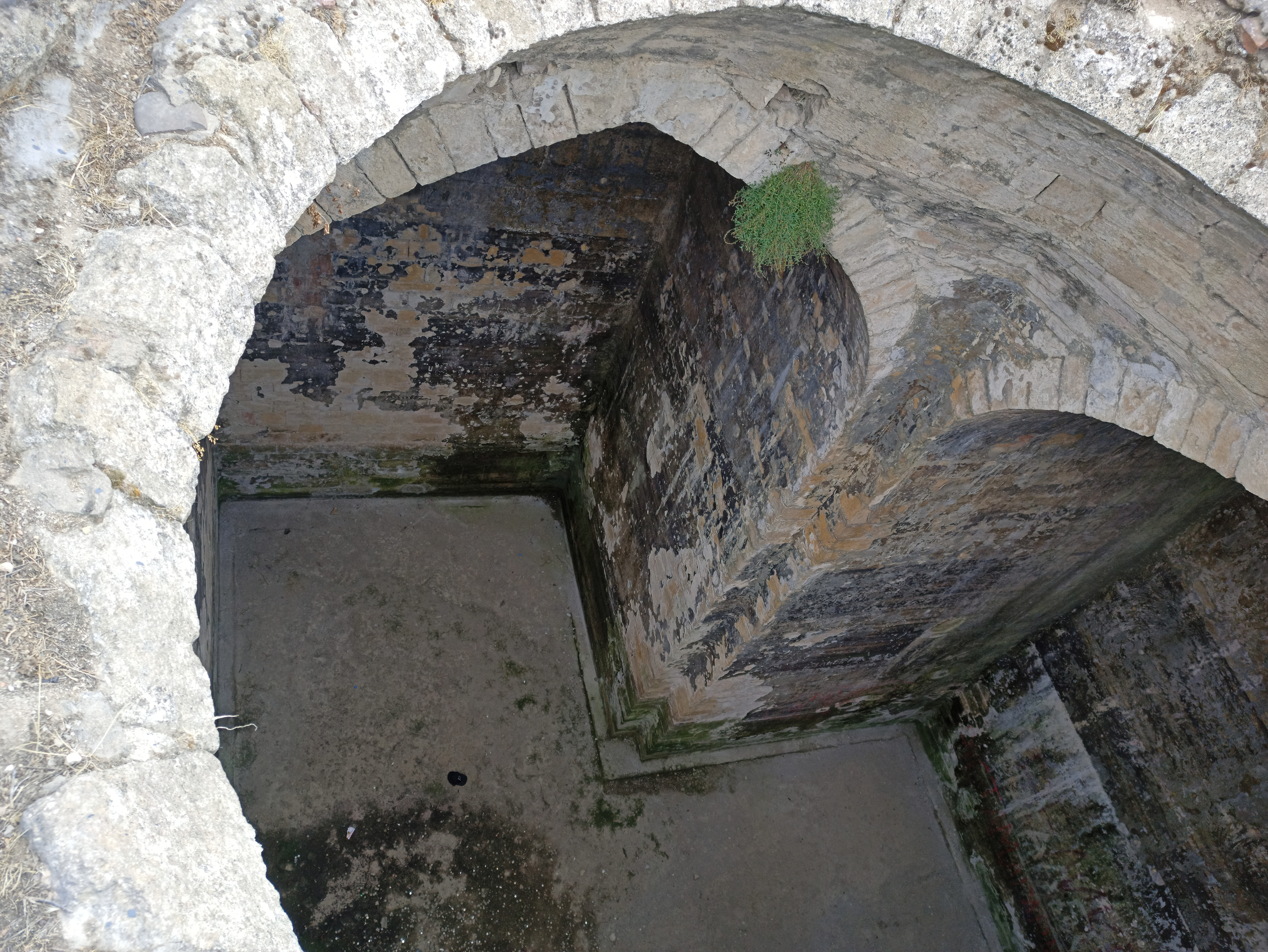
Вид на юг

Крестово-купольный храм на территории Нарын-Кала — раннесредневековый христианский храм, располагающийся в северо-западной части цитадели Нарын-Кала в Дербенте, Дагестан. Долгое время считался подземным резервуаром для хранения воды.

## Описание
Как свидетельствуют письменные источники, христианство в Дербенте было распространено с раннего средневековья. Здесь, как отмечает историк Мовсес Каганкатваци, находилась резиденция главы Церкви Кавказской Албании.
Храм в Нарын-кале представляет собой крупное подземное сооружении и в исторической литературе указывался как «подземная цистерна», вырубленная в скале, в которой хранилась вода. Однако, недавние археологические исследования показали, что это сооружение является крестово-купольным христианским храмом, построенным по одним оценкам в IV веке, по другим в V—VII веках.
Первоначально храм располагался над землей, но по всей видимости, с течением времени, опустился в землю. В результате, в XVII—XVIII веках заброшенный храм был отремонтирован, очищен и адаптирован под хранение воды.
По своей планировке имеет крестово-купольную форму, делая его похожим на другие христианские церкви Закавказья V—VII веков. Скорее всего был заброшен после прихода арабов в Закавказье в VIII—IX веках.
Храм состоит из 1 центрального нефа и трансепта, увенчанного куполом (частично разрушен). Вверху западной стены имеется окно (видно на изображении).

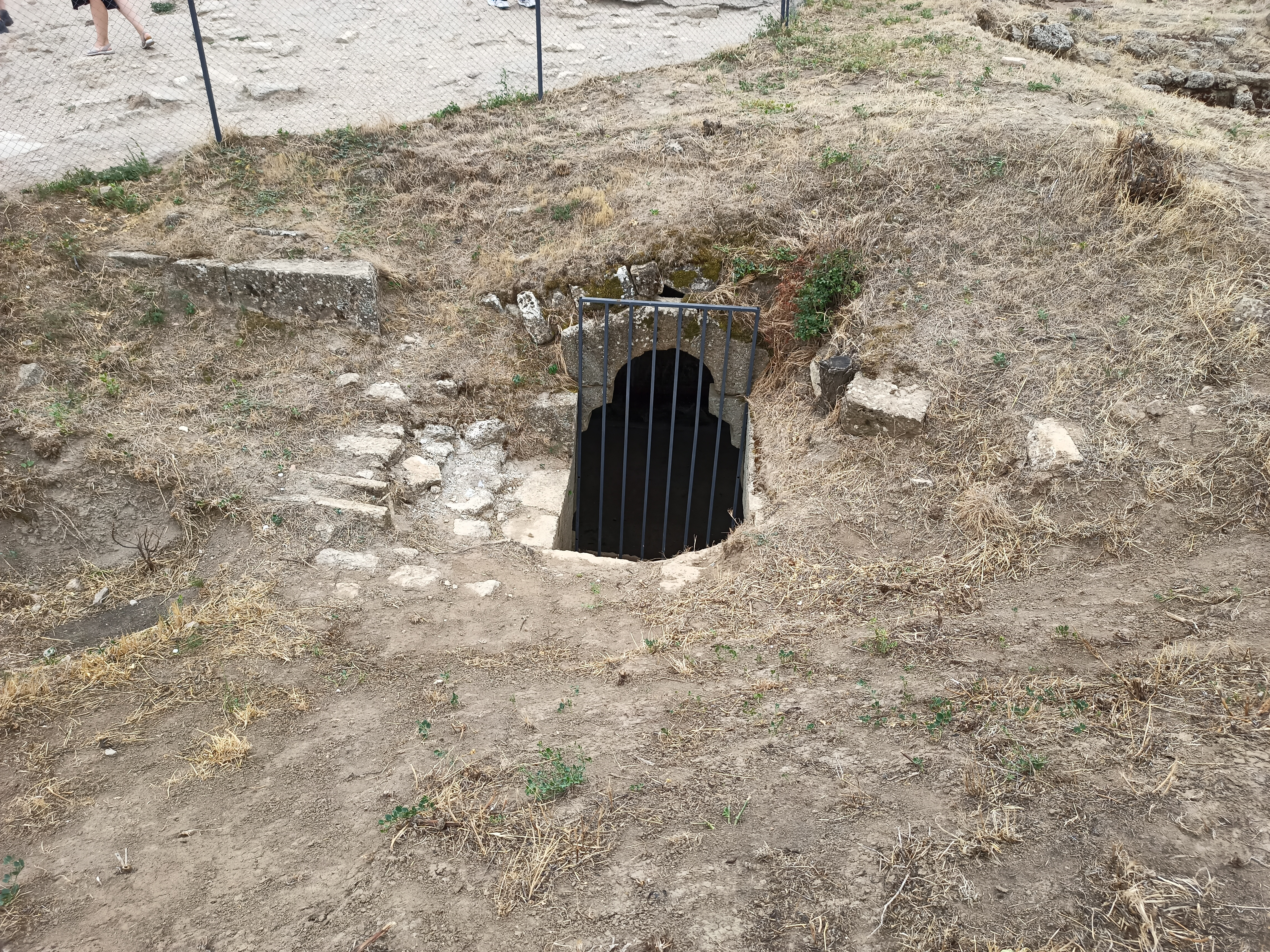
Окно с запада (сквозь него сделано главное фото)

19 ноября 2020 года прошла конференция «Загадка крестово-купольного сооружения на территории крепости Нарын-Кала. История Христианства в Дербенте», по итогам которой поднят вопрос о внесении изменений в Распоряжение Правительства РФ от 01.06. 2009. № 759-р в части изменения названия «Водохранилище крестообразное» на прежнее название «Крестообразный храм в цитадели».